# مطرقة الباب

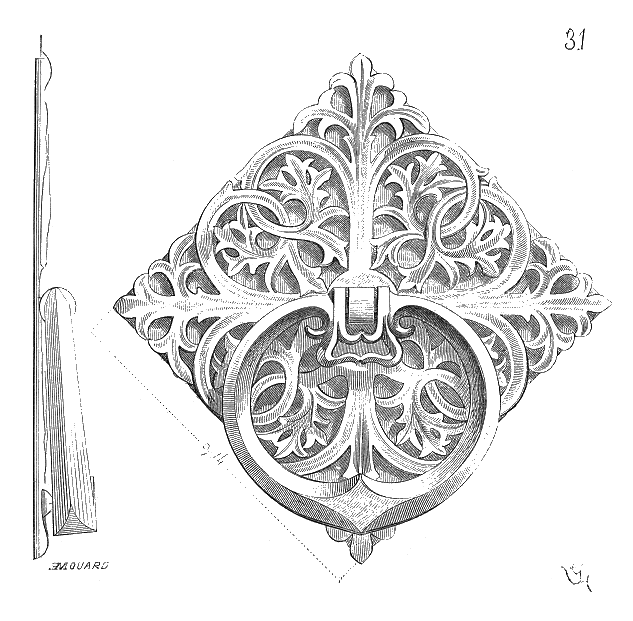
مطرقة الباب

مطرقة الباب أداة معلقة على الأبواب يستخدمها الواقف عند الباب للطرق للتنبيه أهل المنزل لفتحه.